# معسكرات اعتقال قبرص
كانت معسكرات اعتقال قبرص عبارة عن مخيمات كانت تديرها الحكومة البريطانية لاعتقال من هاجر، أو حاول ذلك، من اليهود إلى الانتداب في فلسطين منتهكين السياسة البريطانية. تم تشغيل المخيمات من أغسطس 1946 إلى يناير 1949، وبلغ إجمالي من بها حوالي 51000 شخص.

## الخلفية
قررت الحكومة البريطانية في الكتاب الأبيض لسنة 1939 أن الهجرة اليهودية إلى فلسطين في المستقبل ستقتصر على 75000 نسمة خلال السنوات الخمس القادمة وتخضع زيادة عدد المهاجرين لموافقة العرب. في نهاية الحرب العالمية الثانية كان لا يزال هناك 10938 شهادة هجرة متبقية لكن انتهت صلاحية الخمس سنوات. ووافقت الحكومة البريطانية على مواصلة إصدار 1500 شهادة شهريًا، لكن تدفق اليهود وخصوصًا من مخيمات المشردين في أوروبا تجاوز كثيرا هذا الحد. وتقرر في شهر أغسطس 1946 إيقاف العديد من المهاجرين غير الشرعيين إلى قبرص. وشملت أماكن الاحتجاز السابقة معتقل عتليت في فلسطين ومعسكر آخر في موريشيوس. ووصل بضعة آلاف لاجئ معظمهم من اليونانيين وكذلك «عدد كبير» من يهود دول البلقان قبرص خلال سنوات الحرب.

## العملية

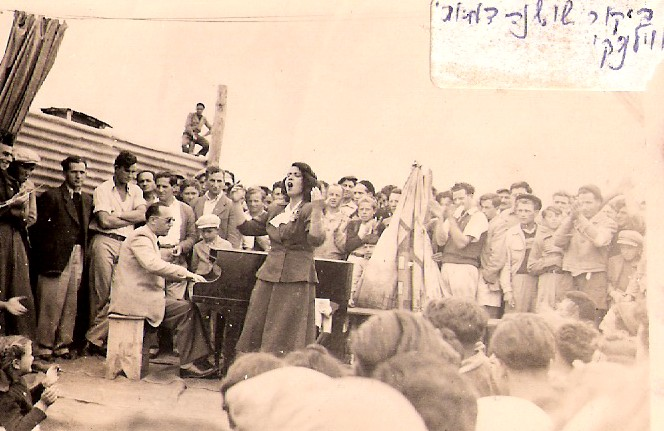
موشيه فلنسكي يعزف البيانو وشوشانا دماري تغني لتسلية الناس في مخيم النازحين في قبرص (حوالي 1947–48)

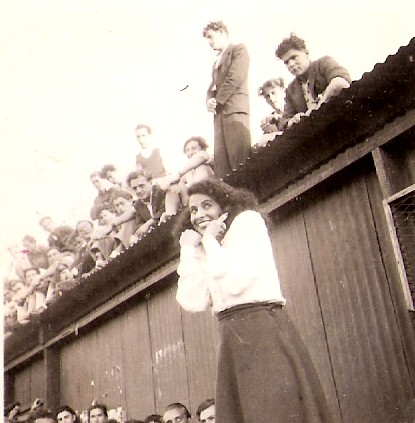
دماري يمثل في معتقل قبرص

وبلغ الحد الأقصى تسعة مخيمات في قبرص في موقعين على بعد 50 كم من بعضهما البعض. وكان القاطنين من أهالي كارالوس شمال فاماغوستا والدخيلة خارج لارنكا. واستخدم المعسكر الأول في كارالوس من عام 1916 حتى 1923 لسجناء الحرب الأتراك.
وتم اعتراض غالبية معتقلي قبرص قبل الوصول إلى فلسطين عن طريق القوارب عادة. ومعظمهم كانوا من الناجين من الهولوكوست بمعدل حوالي 60% من قاطني مخيمات النازحين وغيرهم من دول البلقان ودول شرق أوروبا الأخرى. كان معظمهم من الشباب و80% منهم بين 13 و 35 عامًا، وضمت كذلك أكثر من 6000 طفل يتيم. ومجموعة صغيرة من اليهود المغاربة أيضًا في المعسكر.
بداية من نوفمبر 1946 إلى وقت وثيقة إعلان قيام دولة إسرائيل في مايو 1948، ام السماح للمعتقلين في قبرص بالسفر إلى فلسطين بمعدل 750 شخص في الشهر. خلال الفترة بين 1947-1948 قدمت حصص خاصة للنساء الحوامل والمرضعات والمسنين. بلغ المعتقلين القبارصة المفرج عنهم 67% من جميع المهاجرين إلى فلسطين خلال تلك الفترة و40% خلال أشهر الحرب من مايو - سبتمبر 1948. وهاجرت المجموعة الأخيرة من المعتقلين وعددهم 11000 إلى إسرائيل في يناير - فبراير 1949. وولد حوالي 2000 طفل في المخيمات.
قدمت لجنة التوزيع المشترك اليهودية الأمريكية («اللجنة المشتركة») معظم احتياجات المعتقلين بما في ذلك الرعاية الاجتماعية والمساعدات الطبية واثنتان من دور الحضانة وحصص غذائية إضافية. كما أرسلت الوكالة اليهودية المعلمين والأخصائيين الاجتماعيين من فلسطين لكنه رفض منح المساعدات المباشرة للمعتقلين على أساس أن ذلك يمنح شرعية للمخيمات.
كانت الظروف في المخيمات قاسية جدًا، حيث كانت الشكاوى الرئيسية من سوء الصرف الصحي والازدحام الشديد وانعدام الخصوصية ونقص المياه النظيفة. واعتبر المدير المحلي المشترك موريس لوب أن أسرى الحرب الألمان المقيمين في المخيمات المجاورة يعاملون بشكل أفضل.

## في وسائل الإعلام الشعبية
تبدأ قصة فيلم إكسدس لعام 1960، وهو مأخوذ عن الكتاب الذي يحمل نفس العنوان للكاتب ليون يوريس، بوصول اليهود للمعسكر.
ويظهر به المتطوعين الفلسطينيين كذلك.
توثق روث غروبر الحياة اليومية لليهود المعتقلين والظروف في معسكرات زيلوتمبو وكارالوس في كتابها (Exodus 1947: The Ship that Launched a Nation) إكسدس 1947: السفينة التي أطلقت أمة.
سلسلة كتب وعد صهيون "Promise of Zion" لمؤلفها روبرت إلمر تشير إلى المخيمات على أنها الشخصية الرئيسية التي تتجنب إلقاء القبض عليها مع يهود آخرين على متن السفينة ومرة أخرى عندما يعود إلى قبرص للبحث عن والدته. ويرد وصف الظروف المعيشية في المخيمات بمزيد من التفاصيل بعد ذلك.